# Stylops paracuellus
Stylops paracuellus  (лат.) — вид веерокрылых насекомых рода Stylops из семейства Stylopidae. Западная Европа, Испания.
Паразиты пчёл вида Andrena (Parandrena) tunetana Schm. (Andrena, Andrenidae). 
Вид был впервые описан в 1974 году энтомологом Луна де Карвальо   (Luna de Carvalho E.).